# Coppa del Golfo persico 2011-2012
La Persian Gulf Cup 2011-2012 è l'11ª edizione del massimo campionato di calcio iraniano.

## Città e stadi
| Team             | Città       | Stadio              |
| ---------------- | ----------- | ------------------- |
| Damash Gilan     | Rasht       | Dr. Azodi           |
| Esteghlal        | Tehran      | Azadi               |
| Fajr Sepasi      | Shiraz      | Hafezieh            |
| Foolad           | Ahvaz       | Takhti Ahvaz        |
| Malavan          | Anzali      | Takhti Anzali       |
| Mes Kerman       | Kerman      | Shahid Bahonar      |
| Mes Sarcheshmeh  | Sarcheshmeh | Shahid Bahonar      |
| Naft Tehran      | Tehran      | Dastgerdi           |
| Persepolis       | Tehran      | Azadi               |
| Rah Ahan         | Shahr-e-Rey | Rah Ahan            |
| Saba Qom         | Qom         | Yadegar Emam Qom    |
| Saipa            | Karaj       | Enghelab Karaj      |
| Sanat Naft       | Abadan      | Takhti Abadan       |
| Sepahan          | Esfahan     | Foolad Shahr        |
| Shahin           | Bushehr     | Shahid Beheshti     |
| Shahrdari Tabriz | Tabriz      | Yadegar Emam Tabriz |
| Tractor Sazi     | Tabriz      | Yadegar Emam Tabriz |
| Zob Ahan         | Esfahan     | Foolad Shahr        |

### Personalità e Kits
| Squadra          | Allenatore              | Capitano              | Stagione 2010-2011 |
| ---------------- | ----------------------- | --------------------- | ------------------ |
| Damash           | Mehdi Tartar            | Reza Mahdavi          | Promossa           |
| Esteghlal        | Parviz Mazloomi         | Mojtaba Jabbari       | 2°                 |
| Fajr Sepasi      | Mahmoud Yavari          | Mehdi Rajabzadeh      | Promosso           |
| Foolad           | Majid Jalali            | Jalal Kameli Mofrad   | 6°                 |
| Malavan          | Farhad Pourgholami      | Babak Pourgholami     | 8°                 |
| Mes Kerman       | Ebrahim Ghasempour      | Farzad Hosseinkhani   | 7°                 |
| Mes Sarcheshmeh  | Asghar Sharafi          | Ali Samereh           | Promosso           |
| Naft Tehran      | Hossein Faraki          | Hamid Fathi           | 13°                |
| Persepolis       | Mustafa Denizli         | Ali Karimi            | 4°                 |
| Rah Ahan         | Ali Daei                | Hossein Pashaei       | 15°                |
| Saba Qom         | Abdollah Veisi          | Sohrab Bakhtiarizadeh | 10°                |
| Saipa            | Mojtaba Taghavi         | Ebrahim Sadeghi       | 11°                |
| Sanat Naft       | José Alberto Costa      | Abbas Merdasi         | 9°                 |
| Sepahan          | Zlatko Kranjčar         | Moharram Navidkia     | Campione           |
| Shahin           | Hamid Derakhshan        | Vahid Talebloo        | 14°                |
| Shahrdari Tabriz | Ali Asghar Modir Roosta | Ebrahim Mirzapour     | 12°                |
| Tractor Sazi     | Amir Ghalenoei          | Morteza Assadi        | 5°                 |
| Zob Ahan         | Mansour Ebrahimzadeh    | Mohammad Salsali      | 3°                 |

## Classifica
|                 | Pos. | Squadra        | Pt | G  | V  | N  | P  | GF | GS | DR  |
| --------------- | ---- | -------------- | -- | -- | -- | -- | -- | -- | -- | --- |
| Iran (bandiera) | 1.   | Sepahan        | 67 | 34 | 19 | 10 | 5  | 54 | 27 | +27 |
|                 | 2.   | Tractor Sazi   | 66 | 34 | 19 | 9  | 6  | 57 | 32 | +25 |
|                 | 3.   | Esteghlal      | 66 | 34 | 19 | 9  | 6  | 58 | 34 | +24 |
|                 | 4.   | Saba Qom       | 50 | 34 | 12 | 14 | 8  | 40 | 38 | +2  |
|                 | 5.   | Naft Teheran   | 49 | 34 | 13 | 10 | 11 | 36 | 38 | -2  |
|                 | 6.   | Zob Ahan       | 45 | 34 | 9  | 18 | 7  | 29 | 33 | -4  |
|                 | 7.   | Damash Gilan   | 44 | 34 | 11 | 11 | 12 | 34 | 38 | -4  |
|                 | 8.   | Saipa          | 43 | 34 | 10 | 13 | 11 | 50 | 39 | +11 |
|                 | 9.   | Mes Kerman     | 43 | 34 | 11 | 10 | 13 | 35 | 39 | -4  |
|                 | 10.  | Sanat Naft     | 43 | 34 | 11 | 10 | 13 | 49 | 57 | -8  |
|                 | 11.  | Rah Ahan       | 42 | 34 | 9  | 15 | 10 | 43 | 42 | +1  |
|                 | 12.  | Persepolis     | 42 | 34 | 10 | 12 | 12 | 50 | 54 | -4  |
|                 | 13.  | Fajr Sepasi    | 41 | 34 | 10 | 11 | 13 | 31 | 38 | -7  |
|                 | 14.  | Foolad         | 40 | 34 | 10 | 10 | 14 | 35 | 37 | -2  |
|                 | 15.  | Malavan        | 39 | 34 | 9  | 12 | 13 | 32 | 33 | -1  |
|                 | 16.  | Shahrdari      | 34 | 34 | 6  | 16 | 12 | 34 | 44 | -10 |
|                 | 17.  | Shahin         | 33 | 34 | 6  | 15 | 13 | 30 | 43 | -13 |
|                 | 18.  | Mes Sarcheshme | 24 | 34 | 5  | 9  | 20 | 23 | 54 | -31 |

Legenda:

      Campione dell'Iran, ammessa alla AFC Champions League 2013

      Ammesse alla AFC Champions League 2013

      Ammessa ai play-off della AFC Champions League 2013

      Retrocessa in Azdegan League 2012-2013

Note:
Tre punti a vittoria, uno a pareggio, zero a sconfitta.